# Salazar de Las Palmas
Salazar de Las Palmas – miasto w Kolumbii, w departamencie Norte de Santander.